# Dicyrtoma fusca
Dicyrtoma fusca is een springstaartensoort uit de familie van de Dicyrtomidae. De wetenschappelijke naam van de soort is voor het eerst geldig gepubliceerd in 1873 door Lubbock.